# Wilhelm Sievers
Pour les articles homonymes, voir Sievers.
Friedrich Wilhelm Sievers, né à Hambourg le 3 décembre 1860 et mort à Gießen le 21 juin 1921, était un géographe allemand.
Sievers fit plusieurs voyages à travers l'Amérique du Sud. Il est nommé professeur à Gießen à partir de 1890.
Il a écrit plusieurs relations de ses voyages. Il a aussi publié, en outre, un ouvrage important sous le titre Allgemeine Länderkunde (1891-1895, et autres éditions).

## Expéditions
- 1884–1886 : Colombie et Venezuela
- 1891–1893 : Venezuela
- 1909 : Pérou et Équateur

## Œuvres (sélection)

### Sur l'Amérique du Sud
- Reise in der Sierra Nevada de Santa Marta, 1887
- Venezuela, 1888
- Die Cordillere von Mérida, nebst Bemerkungen über das Karibische Gebirge, 1888
- Zweite Reise in Venezuela in den Jahren 1892–93, 1896
- Die Quellen des Marañon-Amazonas, 1910
- Reise in Peru und Ekuador, ausgeführt 1909, 1914

### Allgemeine Länderkunde
- Allgemeine Länderkunde: Erste Ausgabe in fünf Bänden, 1891–1895
- Allgemeine Länderkunde: Zweite Ausgabe in sechs Bänden, 1901–1905
- Allgemeine Länderkunde: Kleine Ausgabe in zwei Bänden, 1907
- Allgemeine Länderkunde: Dritte Ausgabe in sechs Bänden, 1914
- Allgemeine Länderkunde: Begr. von W. Sievers, Dritte/vierte Ausgabe, 1924–1935

### Autres œuvres
- Über die Abhängigkeit der jetzigen Konfessionsverteilung in Südwestdeutschland von den früheren Territorialgrenzen, Göttingen 1884.
- Zur Kenntnis des Taunus, Stuttgart, 1891

## Littérature
- F. Oliver Brachfield, Sievers en Mérida. De los apuentes de un geógrafo alemán en la Cordillera – 1885, Mérida 1951.
- P. Claß, Universitätsprofessor Dr. Wilhelm Sievers †. Ein Nachruf, Geographischer Anzeiger, 23. Jahrg. 1922 Heft 1/2
- C. Schubert, Hermann Karsten (1851) y Wilhelm Sievers (1888): las primeras descripciones e interpretaciones sobre el órigen de las terrazas aluviales en la Córdillera de Mérida. Bol. Hist. Geocien. Venez., 44, S. 15–19